# 강욱중
강욱중(姜旭中, 1908년~1969년 7월 1일)은 한국의 정치인, 변호사이다.

## 이력
- 경상남도 함안군 출생
- 1948년 5월 10일 : 제헌 국회의원(경남 함안)
- 1949년 6월 20일경 국회 프락치 사건으로 체포되어 투옥
- 한국 전쟁 시기에 월북
- 1956년: 재북평화통일촉진협의회 발기인 겸 상무위원
- 1959년: 국제간첩단 사건으로 좌천
- 묘소는 평양시 형제산구역 신미리에 있다.[1]

## 역대 선거 결과
| 실시년도 | 선거   | 대수 | 직책     | 선거구      | 정당           | 득표수   | 득표율          | 순위 | 당락 | 비고 |
| -------- | ------ | ---- | -------- | ----------- | -------------- | -------- | --------------- | ---- | ---- | ---- |
| 1948년   | 총선   | 1대  | 국회의원 | 경남 함안군 | 조선민족청년단 | 10,807표 | \| \| 24.19% \| | 1위  |      | 초선 |
|          | 24.19% |      |          |             |                |          |                 |      |      |      |

## 참고 자료
- 《대한민국 의정총람》, 국회의원총람발간위원회, 1994년